# Kernel-based Virtual Machine
Kernel-based Virtual Machine  o KVM, (en español, Máquina virtual basada en el núcleo) es una solución para implementar virtualización completa con Linux. Está formada por un módulo del núcleo (con el nombre kvm.ko) y herramientas en el espacio de usuario, siendo en su totalidad software libre. El componente KVM para el núcleo está incluido en Linux desde la versión 2.6.20.
KVM permite ejecutar máquinas virtuales utilizando imágenes de disco que contienen sistemas operativos sin modificar. Cada máquina virtual tiene su propio hardware virtualizado: una tarjeta de red, discos duros, tarjeta gráfica, etc.
KVM fue creado, por Qumranet. En 2008 esta empresa fue adquirida por Red Hat Inc y actualmente el software es mantenido por Open Shift.

## Requisitos
- Procesador x86, o x86_64, con soporte para virtualización. La tecnología de virtualización recibe la denominación VT en Intel y SVM en AMD.[3]
- KVM puede ejecutar huéspedes Linux/Unix/Windows de 32 o 64 bits.[4]

## Estado actual de desarrollo

Kernel-based Virtual Machine está soportado por libvirt.

KVM utiliza una versión modificada de QEMU como front-end. Se está trabajando para utilizar más características de la Virtualization Technology presente en las últimas CPUs de AMD e Intel (Core 2 Duo E6300 en adelante para equipos de escritorio y Core 2 Duo T5600 y superiores para equipos portátiles). Se han realizado pruebas de rendimiento con Xen (utilizando virtualización hardware en lugar de paravirtualización) y, para algunas cargas de trabajo, ha resultado ser más rápido. Para otras, no tanto.
Una de las características que KVM posee es el «overcommit» que es el uso de memoria excediendo aún la memoria física del host.